# Ходцы (озеро)
Хо́дцы (бел. Хо́дцы, Любач) — озеро в Сенненском районе Витебской области в бассейне реки Черногосница в 18 км к северо-востоку от города Сенно.
Площадь озера 0,53 км², длина 1,6 км, наибольшая ширина — 0,6 км. Котловина озера ложбинного типа, разделённая на два плёса. Склоны котловины высотой от 15 до 25 метров. Западные берега озера супесчаные, сливаются со склонами котловины, частично заболочены. Длина береговой линии 4,4 км. Береговая линия извилистая.
Дно озера на мелководье песчаное, глубже — илистое. Вдоль берегов озеро зарастает тростником, камышом, рдестом, кувшинками.
В озеро впадает ручей из озера Липно и вытекает ручей в озеро Тросно.
У озера расположены деревни Ходцы, Горные Ходцы, проходит автомобильная дорога Р25 (Витебск—Сенно).